# Sokobanah Tengah
Sokobanah Tengah is een bestuurslaag in het regentschap Sampang van de provincie Oost-Java, Indonesië. Sokobanah Tengah telt 6045 inwoners (volkstelling 2010).